# Орегон (Міссурі)
Орегон (англ. Oregon) — місто (англ. city) в США, в окрузі Голт штату Міссурі. Населення — 837 осіб (2020).

## Географія
Орегон розташований за координатами 39°59′8″ пн. ш. 95°8′35″ зх. д. / 39.98556° пн. ш. 95.14306° зх. д. (39.985597, -95.143106).  За даними Бюро перепису населення США в 2010 році місто мало площу 2,60 км², уся площа — суходіл. В 2017 році площа становила 2,40 км², уся площа — суходіл.

## Демографія
Згідно з переписом 2010 року, у місті мешкало 857 осіб у 356 домогосподарствах у складі 235 родин. Густота населення становила 329 осіб/км².  Було 401 помешкання (154/км²).
Расовий склад населення:
| - 98,4 % — білих - 0,5 % — корінних американців - 0,5 % — азіатів |

До двох чи більше рас належало 0,7 %. Частка іспаномовних становила 0,2 % від усіх жителів.
За віковим діапазоном населення розподілялося таким чином: 19,7 % — особи молодші 18 років, 58,4 % — особи у віці 18—64 років, 21,9 % — особи у віці 65 років та старші. Медіана віку мешканця становила 45,4 року. На 100 осіб жіночої статі у місті припадало 94,3 чоловіків;  на 100 жінок у віці від 18 років та старших — 92,2 чоловіків також старших 18 років.
Середній дохід на одне домашнє господарство  становив 49 285 доларів США (медіана — 45 000), а середній дохід на одну сім'ю — 57 417 доларів (медіана — 54 485). Медіана доходів становила 36 833 долари для чоловіків та 28 125 доларів для жінок. За межею бідності перебувало 8,2 % осіб, у тому числі 5,0 % дітей у віці до 18 років та 12,4 % осіб у віці 65 років та старших.
Цивільне працевлаштоване населення становило 502 особи. Основні галузі зайнятості: освіта, охорона здоров'я та соціальна допомога — 24,9 %, роздрібна торгівля — 12,5 %, виробництво — 10,4 %, публічна адміністрація — 9,2 %.